# Get on Your Boots
"Get on Your Boots" é uma canção da banda de rock irlandesa U2 e a sexta faixa de seu álbum de 2009, No Line on the Horizon. A canção foi lançada como o primeiro single em 23 de janeiro de 2009. O formato físico foi lançado em 16 de fevereiro. O vídeo recebeu a sua estreia em 6 de fevereiro de 2009.
A entrega lírica dos versos da canção tem sido dito para se assemelhar à canção de Bob Dylan, "Subterranean Homesick Blues", enquanto que a música também tem sido comparado com "Pump It Up", de Elvis Costello.

## Escrita e gravação
Originalmente conhecido como "Four Letter Word" e mais tarde por "Sexy Boots", "Get on Your Boots" originou-se como uma demonstração de que o guitarrista The Edge tinha gravado em sua casa com o sofware GarageBand. A música passou por muitas iterações, e em um ponto riff principal da guitarra foi abandonada, o principal produtor Steve Lillywhite descreveu-o como "Um lado B de Beck", que poderia ser cortado do álbum. Ao longo do documentário It Might Get Loud, é mostrado The Edge trabalhando em riffs de guitarra da canção, ao experimentar com os seus sons e efeitos.
"Get on Your Boots" foi uma das várias canções gravadas por um fã fora da casa de Bono, durante as sessões de No Line on the Horizon. O clipe foi posteriormente enviado para o YouTube, mas retirado a pedido da Universal Music.
Tematicamente, a canção é sobre Bono levando sua família de férias para a França, e testemunhando aviões voando no início da Guerra do Iraque; algumas das letras são do ponto de vista de um homem que escreveu uma carta ao seu primeiro amor, de como ele se relaciona testemunhando o mesmo evento. O verso "let me in the sound" ("me leva para o som") foi desenvolvido relativamente tarde nas sessões de gravação. Ela foi utilizada em várias outras partes do álbum, incluind a seção de abertura da canção "Fez – Being Born". "Get on Your Boots" foi uma das 3 canções que a banda estava considerando a possibilidade de abrir junto com "Fez - Being Born" e "No Line on the Horizon". "No Line on the Horizon" acabou por ser escolhido.

## Composição
A uma velocidade de 150 batidas por minuto, "Get on Your Boots" é um das canções mais rápidas que a banda já gravou. Foi descrito pela revista Q como "louco grunge electro empregado por um riff proto-rock and roll, mas impulsionado para o futuro, antes de dar uma súbita reviravolta no meio do caminho de hip hop". A revista Rolling Stone chamou-a de "ardente, fuzzed-out rocker que começa onde o 'Vertigo' parou". A Hot Press descreveu a música como "[...] extremamente contemporâneo, um exercício intenso grunge electro, com graves potentes de Adam Clayton à tona, que mistura influêncis do hip hop e tons dos The Rolling Stones, Queen, Bob Dylan e The Beatles".
A canção foi remixada pela dupla francesa Justice e pela outra dupla, porém italiana, Crookers.

## Lançamento
A versão pirata, no início da canção foi parcialmente liberado no YouTube durante as sessões de gravação da banda no resort francês em Èze. A versão de má qualidade foi posteriormente removido do site a pedido da gravadora da banda Universal Records. Em agosto de 2008, a imprensa referia-se originalmente à canção com o título "Sexy Boots", e depois como "Get on Your Boots". Mais tarde, foi revisado como "Get on Your Boots".
"Get on Your Boots" foi programada para receber a sua estreia mundial em rádio no premiere The Colm & Jim-Jim Breakfast Show na Irlanda, na rádio RTÉ, na estação de rádio RTÉ 2fm, às 8:10 em 19 de janeiro de 2009 por um amigo da banda de longa data e favorecido DJ Dave Fanning. No entanto, após uma amostra de cerca de 30 segundos da canção, vazou na internet, e a canção foi disponibilizada no iTunes Store para a compra de uma hora antes do seu primeiro toque pelo Famming, e a banda decidiu começar de streaming no U2.com, mais tarde naquele mesmo dia. O b-side, "No Line on the Horizon 2", é uma versão alterada da canção-título do álbum.
A faixa incluída no álbum Now That's What I Call Music! 72.

## Vídeo da música
O vídeo foi dirigido por Alex Courts, que já co-dirigiu os clipes de "Vertigo" e "City of Blinding Lights". O vídeo apresenta cenas da banda tocando a música na frente de um fundo composto por colagens de astronomia, militares e imaginário feminino. O vídeo da banda foi gravado em Londres. The Edge afirmou que o vídeo é sobre deixarem as mulheres assumirem porque "os homens têm feito as coisas tão mal, politicamente, economicamente e socialmente".
O vídeo foi programado para estrear no website do Irish Independent em 30 de janeiro de 2009, mas foi posteriormente adiada. A Universal Music divulgou um comunicado dizendo que o vídeo não tinha concluído a tempo da sua veiculação programada. Imagens de uma versão vazada do vídeo tinha Getty Images com marcas d'água sobre eles, indicando questões de direitos autorais a ser resolvido. A versão final do vídeo estreou às 17:00 UTC de sexta-feira, 6 de fevereiro no site do jornal.

## Histórico do desempenho o vivo
A banda tocou "Get on Your Boots" para abrir o Grammy Awards no BRIT Awards de 2009. Tem sido realizado em uma base consistente durante os concertos da U2 360º Tour em 2009, colocado perto do início do show.
No programa de TV Spectacle: Elvis Costello with..., Bono, The Edge e Elvis Costello apresentou uma mistura de "Pump It Up" e "Get on Your Boots", alternando entre as duas músicas.

## Faixas
| CD single |                          |         |  |
| N.º       | Título                   | Duração |  |
| 1.        | "Get on Your Boots"      | 3:24    |  |
| 2.        | "No Line on the Horizon" | 4:05    |  |

| CD single |                             |         |  |
| N.º       | Título                      | Duração |  |
| 1.        | "Get on Your Boots"         | 3:24    |  |
| 2.        | "No Line on the Horizon"    | 4:05    |  |
| 3.        | "Get on Your Boots" (Video) |         |  |

## Paradas musicais
| Paradas (2009)                   | Melhor Posição |
| -------------------------------- | -------------- |
| Austrália ARIA Chart             | 26             |
| Áustria Singles Chart            | 11             |
| Bélgica Singles Chart (Flanders) | 14             |
| Bélgica Singles Chart (Wallonia) | 13             |
| Canadá Hot 100                   | 3              |
| Países Baixos MegaCharts         | 5              |
| França Singles Chart             | 6              |
| Alemanha Singles Chart           | 19             |
| Irlanda Singles Chart            | 1              |
| Itália Singles Chart             | 4              |
| Japão Hot 100                    | 2              |
| Nova Zelândia Singles Chart      | 20             |

| Paradas (2009)                       | Melhor posição |
| ------------------------------------ | -------------- |
| Noruega Singles Chart                | 5              |
| Espanha Singles Chart                | 20             |
| Suécia Singles Chart                 | 8              |
| Suíça Singles Chart                  | 65             |
| UK Singles Chart                     | 12             |
| European Hot 100                     | 6              |
| Billboard Hot 100                    | 37             |
| Billboard Hot Mainstream Rock Tracks | 26             |
| Billboard Hot Modern Rock Tracks     | 5              |
| Billboard Pop 100                    | 40             |
| Billboard Triple A Tracks            | 1              |